# Hoàng Đình Bảo
Hoàng Đình Bảo (1743-1782) là Huy Quận công (còn gọi là Quận Huy) thời Lê-Trịnh, trong lịch sử Việt Nam.

## Tiểu sử
Hoàng Đình Bảo (黄廷寶), trước tên ông là Đăng Bảo (登寶), sau đổi là Tố Lý (素履), lại đổi là Đình Bảo. Ông quê ở Hoan Châu (nay thuộc xã Hòa Lạc, huyện Đức Thọ, tỉnh Hà Tĩnh) là cháu nuôi danh tướng Hoàng Ngũ Phúc, quê ở xã Phụng Công, huyện Yên Dũng, tỉnh Bắc Giang.

## Sự nghiệp

### Thời Trịnh Sâm
Ông đậu hương tiến, lại đậu tạo sĩ, lấy con gái chúa Trịnh Doanh. Vì được phong làm Huy quận công nên ông thường được gọi là quận Huy. Năm 1774, ông theo quận Việp Hoàng Ngũ Phúc đánh chúa Nguyễn ở Đàng Trong, chiếm được kinh thành Phú Xuân.
Quận Huy nguyên có tên là Đăng Bảo (nghĩa là "lên ngôi báu"), được quận Việp nhận làm cháu nuôi. Do uy tín của quận Việp trong triều quá lớn, nhiều người dị nghị hai chú cháu sẽ cướp ngôi chúa của họ Trịnh. Họ đặt ra những câu sấm đồn đại việc này. Quận Việp sợ vạ lây bèn đổi tên ông thành Tố Lý. Về sau, quận Việp qua đời (1775), ông mới đổi tên lần nữa thành Đình Bảo.
Năm 1777, ông làm trấn thủ trấn Nghệ An. Tại đây xảy ra nạn đói, quận Huy ra lệnh cho các nhà giàu trong vùng phải xuất thóc lúa trợ cấp cho người nghèo. Vì vậy người nghèo Nghệ An rất biết ơn ông.
Năm 1778, ông được Tĩnh Đô vương Trịnh Sâm cho coi việc phủ chúa và lĩnh chức trấn thủ Sơn Nam (địa bàn của Sơn Nam thời Lê gồm: Hà Đông, Hà Nam, Hưng Yên, Nam Định, Thái Bình).
Bấy giờ trong họ Trịnh xảy ra tranh chấp ngôi thế tử giữa con trưởng là Trịnh Tông và con thứ là Trịnh Cán, do người mẹ Cán là Tuyên phi Đặng Thị Huệ làm đại diện. Quận Huy từng có ý theo Trịnh Tông nhưng không được bèn ngả theo Đặng Thị Huệ giúp Trịnh Cán còn nhỏ.
Nhân vụ án năm Canh tý (1780), Trịnh Tông có ý làm loạn thất bại nên bị truất làm con út, ngôi thế tử thuộc về Trịnh Cán.

### Phụ chính cho Trịnh Cán
Sau khi Trịnh Sâm mất, Trịnh Cán mới 5 tuổi lên thay, tức là Điện Đô vương. Quận Huy được cử giữ chức phụ chính. Vì Tuyên phi còn trẻ tuổi, quận Huy thường ra vào bàn kế với Tuyên phi nên mọi người dị nghị ông tư thông với Tuyên phi. Người đời đồn đại câu:
Trăm quan có mắt như mờ
Để cho Huy quận vào sờ chính cung

### Cái chết và hệ quả
Lính kiêu binh ủng hộ Trịnh Khải cùng nhau mưu đảo chính lật đổ Trịnh Cán để lập Trịnh Khải. Sách Lê quý dật sử chép vắn tắt chuyện như sau
Lính trong phủ ước hẹn cùng vào núi bí mật toan định ngày giờ phế lập. Bèn bên trong theo ý quốc mẫu (mẹ Trịnh Sâm), bên ngoài dựa vào sự chi viện của Phan quận công (Nguyễn Phan), và nhờ tiến triều Nguyễn Nhưng làm bài (hịch) khích lệ quân lính, phù chính nghĩa. Lại có Thư lại đội quân Tiệp Bảo là Nguyễn Bằng (Hoàng Lê nhất thống chí ghi tên Bằng Vũ) tự xin lên gác phủ đánh trống làm hiệu.
(Nghe có biến) Quận Huy sai đội quản voi chỉnh đốn bành voi. Huy lên voi tuần hành để răn đe quân sĩ..Quân sĩ đập phá gạch ngói ném bừa vào Huy. Huy bị thương ngã gục trên mình voi, quân sĩ lại lấy kiếm dài đâm lên, làm Huy bị thương tiếp. Rồi (họ) lấy câu liêm lôi Huy xuống, băm ra từng khúc, tranh nhau ăn gan Huy... Khi đó, lính trong phủ đã rước Thế tử Khải lên nối nghiệp chúa, và dời Trịnh Cán đến ở một cung khác. Ngày hôm đó, nhà cửa dinh thự của các quan lại trong kinh đô đều bị lính phá hủy gần hết. Đình thần im hơi lặng tiếng, đứng yên một chỗ. Kể từ đó quyền hành lọt hết vào tay lính tam phủ.
Quận Huy bị giết, Trịnh Cán và Đặng Thị Huệ bị truất, Trịnh Khải lên ngôi, tức là Đoan Nam vương.
Ngô Thì Nhậm làm bài Điếu Huy Quận công để tưởng nhớ ông:
| 吊暉郡公 | Điếu Huy Quận công | Viếng Huy Quận công |
| --- | --- | --- |
| 生來英雄寄軀殼 死去精神留磅礡 軀殼有壞磅礡存 仰真不愧俯不怍 尋常棺郭也何爲 志士不忘在溝壑 萬里泱泱瀘珥河 九龍矗矗岩軿岳 長洲雖然埋此人 羞剎未埋頑與薄 為憑一筆吊忠魂 天載九泉猶可作 | Sinh lai anh hùng ký khu xác Tử khứ tinh thần lưu bàng bạc Khu xác hữu hoại bàng bạc tồn Ngưỡng chân bất quý phủ bất tạc Tầm thường quan quách dã hà vi Chí sĩ bất vong tại câu hác Vạn lý ương ương Lô Nhĩ hà Cửu long súc súc Nham Biền nhạc Trường châu tuy nhiên mai thử nhân Tu sát vị mai ngoan dữ bạc Vị bằng nhất bút điếu trung hồn Thiên tải cửu tuyền do khả tác | Sinh ra, khí phách anh hùng tự gửi mình vào thân xác Chết đi, tinh thần còn lưu trong [vũ trụ] mênh mông Thân xác nát tan, nhưng vũ trụ mênh mông còn đó Trông lên thật chẳng thẹn với trời, cúi xuống không hổ với đất Quan quách tầm thường có nghĩa lý gì? Vì kẻ sĩ có chí khí không quên rằng có thể chết ở nơi ngòi lạch Sông Nhị dòng Lô mênh mang muôn dặm Ngọn Nham Biền sừng sững như chín con rồng Tuy người ấy phải chôn trên bãi sông dài Nhưng thẹn chết cho bọn chưa bị chôn gian ngoan bạc ác Xin mượn ngòi bút viếng hồn người trung nghĩa Ngàn năm nơi chín suối người vẫn có thể đứng vùng lên |

Cái chết của quận Huy đã tạo ra một hệ quả phụ giật đổ nền thống trị 200 năm của chúa Trịnh ở phía bắc Đại Việt. Sau khi phe Trịnh Khải chiếm quyền, quận Huy bị giết, môn hạ của quận Huy ở Nghệ An là Nguyễn Hữu Chỉnh đã đem vợ con, binh lính vào Nam đầu quân cho triều Tây Sơn – chính quyền cai trị phía nam Đại Việt sau khi đánh đổ chúa Nguyễn năm 1777. Nguyễn Hữu Chỉnh hiểu tình hình Bắc Hà, đã hiến kế cho tướng Tây Sơn là Bắc Bình vương Nguyễn Huệ xuất quân chinh phạt Đàng Ngoài, đánh báo thù cho chủ cũ của Nguyễn Hữu Chỉnh là quận Huy. Quân Tây Sơn hành binh thần tốc liên tiếp thắng trận; chỉ sau 1 tháng giao tranh, quân đội của họ Trịnh đã bị đánh bại hoàn toàn. Chúa Đoan Nam vương tự sát.

## Trong văn hoá đại chúng
| Năm  | Tác phẩm         | Diễn viên   |
| 1989 | Đêm Hội Long Trì | Dương Quảng |
| 1990 | Kiếp Phù Du      | Dương Quảng |